# マリオ・ブンゲ

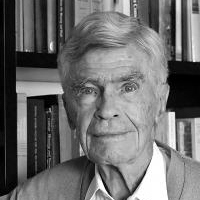
マリオ・ブンゲ

マリオ・アウグスト・ブンゲ（Mario Augusto Bunge，1919年9月21日 - 2020年2月24日）は、アルゼンチン生まれのカナダの科学哲学者。

## 著書
- 『因果性：因果原理の近代科学における位置』，黒崎宏 訳，岩波書店
- 『精神の本性について：科学と哲学の接点』，黒崎宏, 米沢克夫 訳，産業図書
- 『言語とは何か：その哲学的問題への学際的視点』，氏家洋子 訳，誠信書房
- 『生物哲学の基礎』，小野山敬一 訳，丸善出版
- Mario Bunge. 1971. A new look at definite descriptions. Philosophy of Science (Japan) 4: 131–146.

| スタブアイコン | サブスタブ | この項目は、まだ閲覧者の調べものの参照としては役立たない、人物に関連した書きかけの項目です。この項目を加筆・訂正などしてくださる協力者を求めています（P:人物伝/PJ:人物伝）。 |